# Прокофьев, Владимир Николаевич (актёр)
Влади́мир Никола́евич Проко́фьев  (5 ноября 1937 — 28 сентября 2005) — советский и российский актёр кино и дубляжа.

## Биография
Родился 5 ноября 1937 года. В 1961 году окончил ВГИК (курс Ольги Пыжовой). Прокофьеву мало довелось сниматься в кино, но этот недостаток актёр реализовал в озвучивании. На его счету около 100 ролей в дубляже за три десятилетия работы. Прокофьев много озвучивал своих зарубежных коллег, но доводилось работать и на отечественных фильмах. Так, его голосом говорит персонаж военной драмы «Один на один» в исполнении Регимантаса Адомайтиса, а в фильме Эльдара Рязанова «Гараж» ему пришлось «подарить» голос своему другу Глебу Стриженову, который на тот момент был тяжело болен.

## Личная жизнь
В 1957 году женился на своей однокурснице Тамаре Сёминой. Первое время та не обращала должного внимания на ухаживания Владимира, но позднее изменила своё к нему отношение и ответила взаимностью:

Первый раз по-настоящему я обратила на него внимание, когда мы поехали на целину. Я приехала позже, пошла гулять по степи и на каком-то обрыве увидела Прокофьева, который стоял в развевающемся плаще. Фигура атлета, весь из себя хорош. И вот с этого все началось… Мы с мужем были друзьями, доверяли друг другу, вместе репетировали роли. Не было дележки: кто готовит, кто пылесосит, мы были как единое целое….

В начале 1990-х годов у актёра случился инсульт. Его парализовало. Он уже не мог полноценно работать. Основное бремя содержания семьи легло на плечи супруги.
Владимир Прокофьев скончался в сентябре 2005 года, немного не дожив до своего 68-го дня рождения.
Похоронен в колумбарии Ваганьковского кладбища Москвы.

## Фильмография
- Коллеги (1962) — шофёр, приятель Петра
- На семи ветрах (1962) — Лапин
- Третья ракета (1963) — эпизод
- Большой фитиль (1963) — пассажир экспресса
- Дальние страны (1964) — Геннадий
- Время, вперёд! (1965) — эпизод
- Кто вернётся — долюбит (1966) — солдат
- Выстрел (1966) — поручик
- Звёзды и солдаты (1967) — подпоручик Белой армии
- Захар Беркут (1971) — толмач
- Инженер Прончатов (1972) — Иннокентий Нехамов
- Кадкина всякий знает (1976)
- Опасные друзья (1979) — Ильин
- Владивосток, год 1918 (1982) — Кино
- Алый камень (1986) — Мангульбе, председатель исполкома
- Серая мышь (1988) — член президиума
- Стукач (1988) — капитан, дежурный в отделении милиции
- Вербовщик (1991) — следователь
- Отряд «Д» (1993) — Ариф Ниямович Махмудов
- Транзит для дьявола (1999) — Азиат (озвучил Юрий Саранцев)

## Озвучивание
- До осени далеко (1964) — Липст
- Хон Гиль Дон (1986)
- Имя розы (фильм) (1986) — монах Вильям Баскервильский
- Чёрный Плащ (1991) — второстепенные персонажи